# Ter Maaleh
Ter Maaleh (arabe : تير معلة, aussi écrite Teir Maela ou Ter Maala ou Teir Maalah) est une ville de 7 728 habitants en 2004 d'après le Bureau central de la statistique[Information douteuse], située au centre de la Syrie, dans la région administrative du gouvernorat de Homs et juste au nord de Homs. Les autres localités à proximité sont al-Dar al-Kabirah (en) au sud-ouest, al-Ghantoo (en) au nord-ouest, Talbiseh au nord ainsi que al-Mukhtariyah (en).
Ter Maaleh fait partie des lieux décrits dans la série L'Arabe du futur de Riad Sattouf.